# Мария Кристина Савойская
Мария Кристина Савойская (итал. Maria Cristina di Savoia), или Мария Кристина Карлотта Джузеппина Гаэтана Элиза Савойская (итал. Maria Cristina Carlotta Giuseppina Gaetana Elisa di Savoia; 14 ноября 1812, Кальяри, Королевство Сардиния — 21 января 1836, Неаполь, Королевство Обеих Сицилий) — дочь короля Витторио Эмануэле I и Савойского дома, в замужестве — королева Обеих Сицилий.
3 мая 2013 года папа Франциск одобрил декрет о причислении Марии Кристины Савойской к лику блаженных Римско-католической церкви.  25 января 2014 года в Неаполе кардинал Анджело Амато совершил обряд беатификации Марии Кристины Савойской, которую кардинал в проповеди назвал «королевой милосердия» .

## Биография
Мария Кристина была младшей дочерью сардинского короля Виктора Эммануила I и Марии Терезы Австрийской-Эсте. 21 ноября 1832 года вступила в брак с королём Обеих Сицилий Фердинандом II. Умерла после первых родов.

## Престолонаследие
Её сын Франциск II впоследствии стал последним монархом Обеих Сицилий.

## Беатификация
За свою короткую жизнь Мария Кристина прославилась в Неаполе своими благочестием и милосердием. После её кончины началось стихийное почитание её гробницы в Санта-Кьяра. Её будуар в Палаццо Реале был превращён в мемориальную часовню.